# 켄 베리

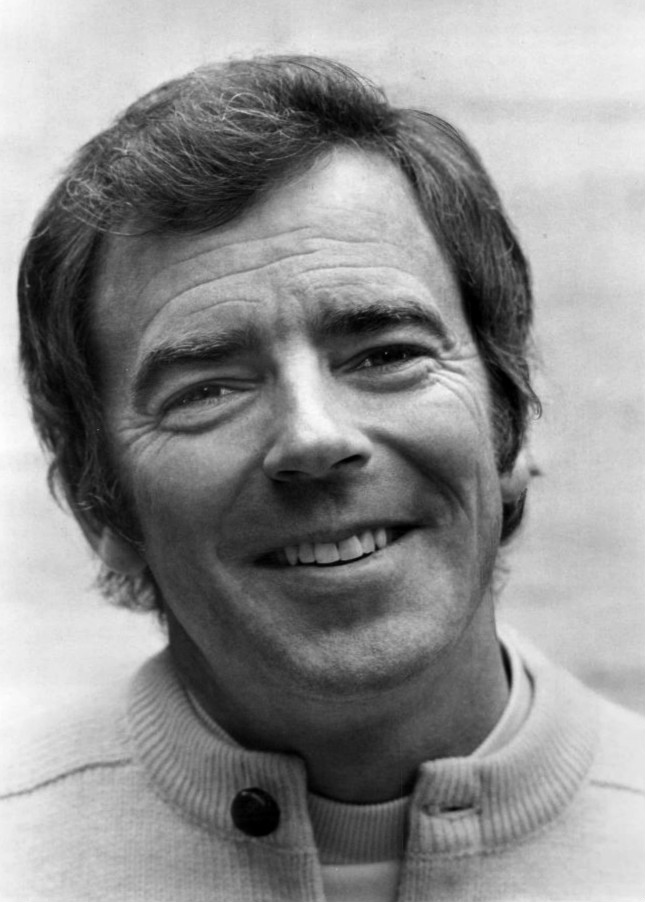

켄 베리(Ken Berry, 1933년 11월 3일 ~ 2018년 12월 1일)는 미국의 가수, 댄서, 희극 배우, 연극 배우, 텔레비전 배우이다.
버뱅크에서 사망하였다.

## 영화
- 꿈꾸는 낙원 (1978년)
- 우주에서 온 고양이 (1978년)
- 허비 - 돌아오다 (1974년)
- 투 포 더 시쏘 (1962년)